# Couples
Couples (커플즈?, KupeuljeuLR) è un film del 2011 co-scritto e diretto da Jeong Yong-ki, rifacimento della pellicola giapponese del 2005 Unmei janai hito.

## Trama
In seguito a una rapina in banca, il gentile barista Yoo-suk incontra la poliziotta Ae-yeon; giorni dopo, ha modo di reincontrarla in un ristorante, durante un appuntamento in cui sperava di rivedere la propria fidanzata, che l'aveva lasciato all'improvviso due mesi prima. Yoo-suk si siede così al tavolo con Ae-yeon, e inizia a parlare con lei.

## Distribuzione
In Corea del Sud la pellicola è stata distribuita dalla Sidus Pictures, a partire dal 2 novembre 2011.